# Андерсен, Каспер Гленна
Каспер Гленна Андерсен (норв. Casper Glenna Andersen; род. 7 февраля 2005) — норвежский футболист, защитник клуба «Одд».

## Клубная карьера
Андерсен — воспитанник клуба «Одд». В 2022 году игрок начал выступать за дублирующий состав команды. 4 июня 2023 года в матче против «Саннефьорда» он дебютировал в Типпелиге.